# Castelculier
 Castelculier  es una población y comuna francesa, en la región de Aquitania, departamento de Lot y Garona, en el distrito de Agen y cantón de Puymirol.

## Demografía
| 768 | 815 | 1005 | 1233 | 1597 | 1697 |
| Para los censos de 1962 a 1999 la población legal corresponde a la población sin duplicidades (Fuente: INSEE [Consultar]) |     |      |      |      |      |

Es la comuna más poblada del cantón.

## Administración
Lista de alcaldes desde 1791:

## Personajes célebres
- Jean Florimond Boudon de Saint-Amans
- Jean-Baptiste Alexandre Damase de Chaudordy, diplomático francés.